# 塩浜運河
塩浜運河（しおはまうんが）は、神奈川県川崎市川崎区に存在する運河。京浜工業地帯である川崎区南側の埋立地を通っている。

## 地理

### 隣接している区画・運河

#### 区画
- 千鳥町
- 水江町

#### 運河
- 千鳥運河
- 水江運河
- 京浜運河

千鳥運河・水江運河とは塩浜運河の北端で、京浜運河とは塩浜運河の南端で隣接している。

## 船舶関連
京浜運河との合流点あたりは、「京浜運河第3区」として横浜海上保安部の管轄下にある。信号次第では、この運河から京浜運河に出る事が一時的に不可能となる場合がある。
座標: 北緯35度30分47秒 東経139度44分56秒 / 北緯35.51306度 東経139.74889度